# Charlyne Yi
Charlyne Amanda Yi (ur. 4 stycznia 1986 w Los Angeles) – amerykańska aktorka, komik, muzyk, pisarka i malarka.

## Filmografia
- 2007 – Wpadka (Knocked Up) jako Jodi
- 2008 – Semi-Pro: Drużyna marzeń. (Semi-Pro) jako Jody
- 2008 – Projekt: Monster (Cloverfield) jako gość na przyjęciu
- 2009 – Papierowe serce (Paper Heart)
- 2009 – Wszystko o Stevenie (All About Steve) jako protestująca dziewczyna
- 2011-2012 – Dr House jako dr Chi Park (serial, 21 odc.)
- 2012 – 40 lat minęło jako Jody
- 2014 – The Last Time You Had Fun jako Betty
- 2017 – Literally, Right Before Aaron jako Claire
- 2017 – The Disaster Artist jako Safoya
- 2018 – Teraz albo nigdy jako Ariana
- 2018 – Nowa generacja jako Mai